# Iru (Tallinn)

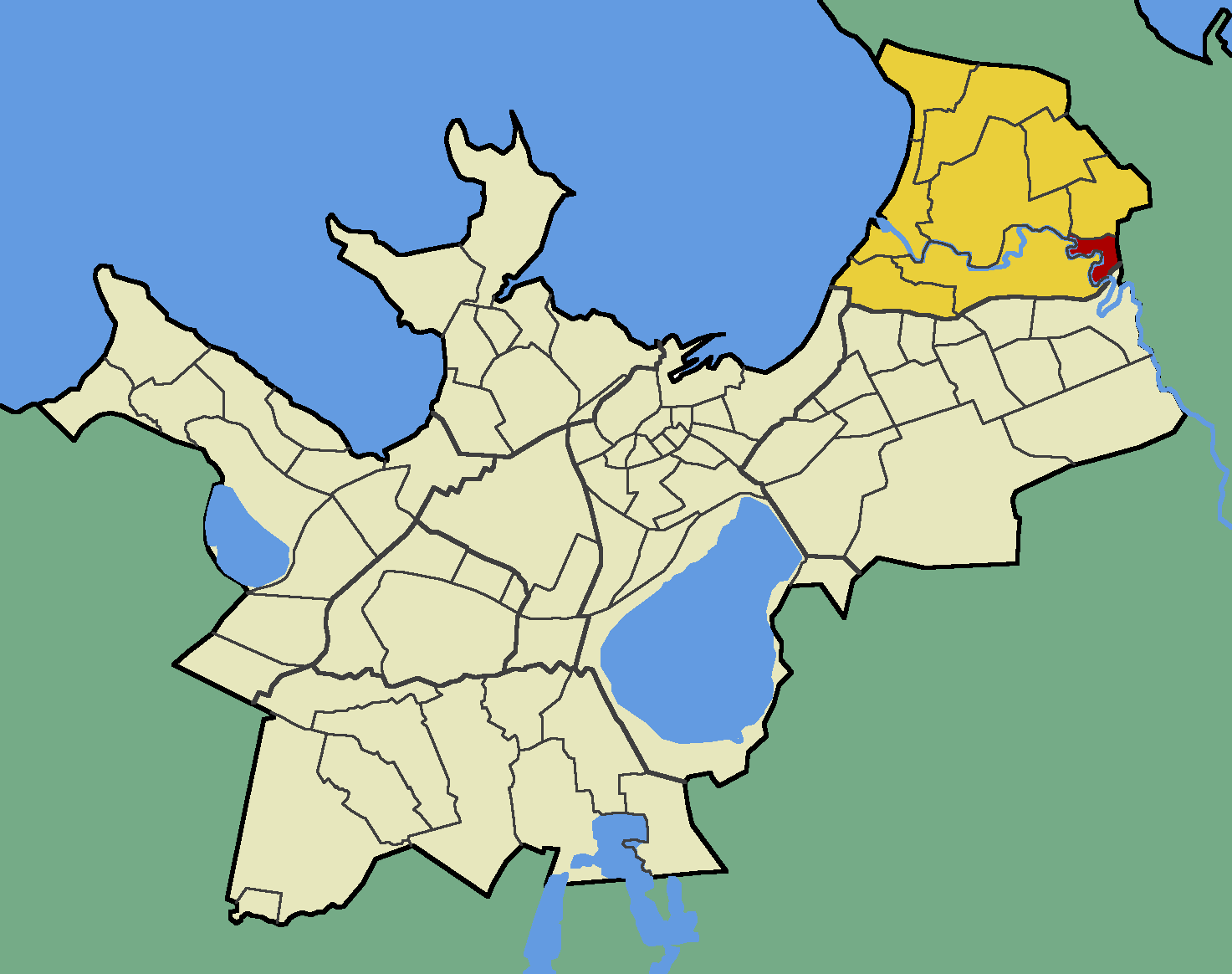
Lage von Iru (rot) im Tallinner Stadtteil Pirita (gelb)

Iru ist ein Stadtbezirk (estnisch asum) der estnischen Hauptstadt Tallinn. Der Bezirk liegt im Stadtteil Pirita.

## Bezirk
Iru liegt am östlichen Ufer des Flusses Pirita (Pirita jõgi) an der Tallinner Stadtgrenze. Der nördliche Teil des eigenständigen Dorfes Iru wurde 1975 der Stadt Tallinn eingemeindet. Der Stadtbezirk hat nur 33 Einwohner (Stand 1. Mai 2010).

## Iru linnamägi
Auf einem 15 Meter hohen Hügel lag vor der Christianisierung Estlands eine befestigte Siedlungsanlage der heidnischen Esten. Die Anfänge der Besiedelung gehen auf das 2. bis 3. Jahrtausend vor Christus zurück. Vom 8. bis 5. Jahrhundert vor Christus datieren die Befestigungsanlagen. Dort wurden auch die ältesten Artefakte aus Eisen auf estnischem Boden gefunden. Die Siedlung brannte wahrscheinlich im 11. Jahrhundert nach Christus ab.